# Hannah Marks
Hannah Marks (* 13. dubna 1993) je americká umělkyně známá svou prací jako herečka, scenáristka a režisérka. Proslavila se především režií filmů jako After Everything (2018), Don't Make Me Go (2022) a Turtles All the Way Down (2024). Na hereckém poli si zahrála například Amandu Brotzman v televizním seriálu Dirk Gently's Holistic Detective Agency (2016–2017).

## Raný život
Hannah Marks se narodila v Los Angeles, jako dcera Robina Markse a bývalé herečky Novy Ball, a vyrůstala v San Luis Obispo v Kalifornii. Její dědeček z matčiny strany byl podnikatel a hudebník Ernie Ball, a jedním z jejích prapradědečků z matčiny strany byl skladatel Ernest Ball.

## Kariéra
Marks se na filmovém plátně poprvé objevila v roce 2006 ve filmu Accepted jako Lizzie Gaines. Hostovala také v televizních programech jako Ugly Betty a Weeds. V červnu 2006 se objevila v titulní reportáži časopisu The New York Times společně se svou kamarádkou Lianou Liberato.
V roce 2010 ztvárnila Tammy ve filmu The Runaways, životopisném snímku o stejnojmenné dívčí rockové kapele ze 70. let. Marks byla dvakrát nominována na cenu Young Artist Award, nejprve za svůj výkon ve filmu Accepted a poté za roli v televizním seriálu FlashForward.
V seriálu Dirk Gently's Holistic Detective Agency na BBC America hrála roli Amandy Brotzman. V červenci 2017 ji časopis Rolling Stone zařadil mezi „25 umělců do 25 let, kteří mění svět“.
V lednu 2019 byla Marks jmenována režisérkou filmové adaptace románu Johna Greena s názvem Turtles All the Way Down. Tento film měl premiéru 2. května 2024 na streamovací službě Max. V březnu 2021 byla vybrána jako režisérka filmu Don't Make Me Go pro Amazon Studios, ve kterém si zahrál John Cho.